# Ḩoseynābād-e Marrān
Ḩoseynābād-e Marrān (persiska: حسين آباد مران, حُسِين آباد, Ḩoseynābād-e Merān, حُسِينابادِ مِران) är en ort i Iran.   Den ligger i provinsen Kurdistan, i den nordvästra delen av landet, 400 km väster om huvudstaden Teheran. Ḩoseynābād-e Marrān ligger 2 171 meter över havet och antalet invånare är 113.
Terrängen runt Ḩoseynābād-e Marrān är platt åt sydost, men åt nordväst är den kuperad.Runt Ḩoseynābād-e Marrān är det ganska glesbefolkat, med 28 invånare per kvadratkilometer. Närmaste större samhälle är Gūrbābā ‘Alī, 3,8 km väster om Ḩoseynābād-e Marrān. Trakten runt Ḩoseynābād-e Marrān består i huvudsak av gräsmarker.